# 氟红霉素
氟红霉素是一种大环内酯类抗生素。它是的红霉素（一种同类抗生素）的氟代物，其抗菌能力与红霉素相当，但较交沙霉素为优。氟红霉素对抑制部分梭状芽孢杆菌和脆性拟杆菌较有效。其较大优点是对肝脏几乎没有损伤。